# Oliver Ross
Pour les articles homonymes, voir Ross.
Oliver Ross, né le 10 octobre 2004 à Aalborg au Danemark, est un footballeur danois qui évolue au poste d'avant-centre au Aalborg BK.

## Biographie

### En club
Né à Aalborg au Danemark, Oliver Ross est formé par le club de sa ville natale, l'Aalborg BK. Il joue son premier match en professionnel à seulement 16 ans, lors d'une rencontre de coupe du Danemark face au FIUK Odense le 31 août 2021. Il est titularisé et se fait remarquer en inscrivant ses deux premiers buts, participant à la victoire des siens (0-13 score final),. Le 20 mars 2022, Ross joue son premier match de Superligaen, la première division danoise, face au Brøndby IF. Il entre en jeu à la place de Kasper Kusk et son équipe s'impose par trois buts à zéro.
Le 22 juin 2022, Ross prolonge son contrat à l'Aalborg BK, il est alors lié au club jusqu'en juin 2025,.

### En sélection
Oliver Ross commence sa carrière internationale avec l'équipe du Danemark des moins de 17 ans. Il ne joue qu'un seul match avec cette sélection, le 9 octobre 2020 contre l'Allemagne. Il entre en jeu et les deux équipes se neutralisent (2-2 score final).
Il représente les moins de 18 ans de 2021 à 2022, jouant un total de neufs matchs et marquant deux buts.

## Vie privée
Oliver Ross est le jeune frère de Mathias Ross, lui aussi footballeur professionnel.